# Plan Ranchito
Plan Ranchito är en ort i Mexiko.   Den ligger i kommunen Acatepec och delstaten Guerrero, i den södra delen av landet, 250 km söder om huvudstaden Mexico City. Plan Ranchito ligger 1 533 meter över havet och antalet invånare är 239.
Terrängen runt Plan Ranchito är kuperad åt sydost, men åt nordväst är den bergig. Runt Plan Ranchito är det ganska glesbefolkat, med 42 invånare per kvadratkilometer. Närmaste större samhälle är Acatepec, 16,9 km norr om Plan Ranchito. I omgivningarna runt Plan Ranchito växer huvudsakligen savannskog.